# Lars Leijonborg
Lars Erik Ansgar Leijonborg (ur. 21 listopada 1949 w Täby) – szwedzki polityk, były przewodniczący Ludowej Partii Liberałów i były minister edukacji oraz minister szkolnictwa wyższego i badań naukowych, wieloletni deputowany.

## Życiorys
Z wykształcenia pracownik socjalny, ukończył w 1974 studia na Uniwersytecie w Sztokholmie. Trzy lata wcześniej stanął na czele młodzieżówki liberalnej, którą kierował do 1973. Był zatrudniony w administracji miejskiej Sztokholmu, aparacie partyjnym i klubie poselskim. W pierwszej połowie lat 80. pełnił funkcję sekretarza generalnego Ludowej Partii Liberałów, w 1990 został drugim zastępcą przewodniczącego tego ugrupowania. Od 1983 do 1984 był redaktorem naczelnym partyjnej gazety „NU”, później do 1990 kierował spółką prawa handlowego.
W 1985 po raz pierwszy uzyskał mandat deputowanego do Riksdagu, w szwedzkim parlamencie zasiadał nieprzerwanie przez ponad 20 lat. Od 1991 był przewodniczącym frakcji deputowanych swojej formacji. W 1997 stanął na czele Ludowej Partii Liberałów. Rok później ugrupowanie to uzyskało 4,7% w wyborach krajowych, co stanowiło najsłabszy wynik od kilkudziesięciu lat. Cztery lata później proponował w kampanii wyborczej wprowadzenie obowiązkowych testów z języka szwedzkiego przy ubieganiu się o obywatelstwo. W 2002 liberałowie pod jego przywództwem znacząco poprawili notowania wyborcze (13,3%), w dalszym ciągu pozostawali jednak w opozycji. Wprowadził następnie swoje ugrupowanie do Sojuszu dla Szwecji, który wygrał wybory w 2006, partia zdobyła w tym głosowaniu jednak zdecydowanie niższe poparcie niż poprzednio (na poziomie 7,5%).
6 października 2006 Lars Leijonborg objął urząd ministra edukacji i badań naukowych w nowo utworzonym koalicyjnym gabinecie Fredrika Reinfeldta. Od 16 do 24 października tego samego roku tymczasowo pełnił obowiązki ministra kultury po dymisji Cecilii Stegö Chilò. 12 września 2007 zrezygnował z kierowania partią i ze stanowiska ministra (co zapowiedział już w kwietniu tego samego roku), na obu tych funkcjach zastąpił go Jan Björklund, dotychczasowy minister szkolnictwa w tym samym resorcie. Lars Leijonborg pozostał w rządzie jako minister szkolnictwa wyższego i badań naukowych. Ostatecznie odszedł z administracji państwowej w czerwcu 2009 (urząd ten przejął Tobias Krantz).
Jego żoną była polityk Lotta Edholm, małżeństwo zakończyło się rozwodem.